# Thabo Mbeki
Thabo Mvuyelwa Mbeki (n. 18 iunie 1942, Mbewuleni⁠(d), Eastern Cape, Africa de Sud) este un politician sud-african care a servit ca președinte al Africii de Sud din 1999. La 24 septembrie 2008, Mbeki și-a anunțat demisia datorită unei cereri venită din partea conducerii partidului său, Congresul Național African. Demisia a intrat în efect joi, 25 septembrie 2008.

## Politica economică
Conform CIA World Factbook, „Politica economică a Africii de Sud este conservativă fiscal, dar pragmatică, concentrându-se pe controlarea inflației și liberalizarea comerțului ca mijloace de creștere a locurilor de muncă și a venitului individual familial”.